# Anne Coesens
 (février 2022).
Si vous disposez d'ouvrages ou d'articles de référence ou si vous connaissez des sites web de qualité traitant du thème abordé ici, merci de compléter l'article en donnant les références utiles à sa vérifiabilité et en les liant à la section « Notes et références ».
Pour les articles homonymes, voir Coesens.
Anne Coesens est une actrice, réalisatrice et scénariste belge, née en 1966.

## Biographie
Elle a fait l'école primaire à l'école communale du Chant d'Oiseau à Woluwe-Saint-Pierre. Anne Coesens s'adonne au théâtre tout au long de sa scolarité. Finalement, elle entame un graduat en marketing-distribution et au Conservatoire royal de Bruxelles, dont elle ressort en 1990 avec un premier prix. Elle intègre dans la foulée le Conservatoire de Paris, où elle suit les cours de Philippe Adrien. Dès 1986 néanmoins, elle décroche un petit rôle dans La Puritaine de Jacques Doillon, mais, au sortir du Conservatoire, Anne Coesens travaille plus au théâtre (Un lion en hiver, Le songe d'une nuit d'été, Cyrano de Bergerac, L'Ermite dans la Forêt, La Rue du château) et à la télévision (Une soupe aux herbes sauvages, Ce que raconte Ernesto) qu'au cinéma. C'est Alain Berliner qui lui met le pied à l'étrier, d'abord en lui confiant le premier rôle de son court Le Jour du chat, puis en lui confiant le personnage de l'institutrice dans Ma vie en rose. Suit notamment un petit rôle dans Alliance cherche doigt de Jean-Pierre Mocky, un autre plus important dans Pure Fiction de Marian Handwerker (non distribué en France) ainsi que dans le moyen métrage Chambre froide réalisé par Olivier Masset-Depasse, également resté inédit en salles, alors qu'elle se fait de plus en plus présente à la télévision (elle trouve un rôle récurrent dans la série Brigade spéciale et tourne régulièrement, depuis 1995, dans des téléfilms). Le Secret lui donne l'occasion de révéler toute l'étendue d'un registre délicat et intimiste.
En 2022, Anne Coesens écrit, avec Vania Leturcq et Savina Dellicour, le scénario de la série télévisée Pandore dans lequel elle interprète également le rôle principal féminin.
Elle est l'épouse du réalisateur Olivier Masset-Depasse.

## Théâtre
- Un lion en hiver
- Le Songe d'une nuit d'été de William Shakespeare
- Cyrano de Bergerac d'Edmond Rostand
- L'Ermite dans la forêt
- La Rue du château

## Filmographie

### Cinéma
- 1986 : La Puritaine de Jacques Doillon
- 1991 : Le Jour du chat de Alain Berliner
- 1997 : Le Temps d'une cigarette de Philippe Fontana, court-métrage
- 1997 : Ma vie en rose de Alain Berliner
- 1997 : Alliance cherche doigt de Jean-Pierre Mocky
- 1998 : Pure Fiction de Marian Handwerker
- 1998 : Histoire ancienne de Paul Grandsard, court-métrage
- 2000 : Chambre froide de Olivier Masset-Depasse, court-métrage
- 2000 : Le Secret de Virginie Wagon
- 2002 : Quand tu descendras du ciel d'Éric Guirado : Catherine
- 2004 : Dans l'ombre d'Olivier Masset-Depasse, court-métrage
- 2004 : Demain on déménage de Chantal Akerman
- 2004 : L'Ennemi naturel de Pierre-Erwan Guillaume
- 2006 : Cages de Olivier Masset-Depasse
- 2007 : Darling de Christine Carrière
- 2008 : 9mm de Taylan Barman
- 2009 : Diamant 13 de Gilles Béhat
- 2009 : Élève libre de Joachim Lafosse
- 2009 : 664 km d'Arnaud Bigeard (court-métrage)
- 2010 : Illégal d'Olivier Masset-Depasse
- 2013 : Comme un lion de Samuel Collardey
- 2013 : Goodbye Morocco de Nadir Moknèche
- 2014 : Pas son genre de Lucas Belvaux
- 2014 : L'Année prochaine de Vania Leturcq : Ariane
- 2014 : Tous les chats sont gris de Savina Dellicour : Christine
- 2016 : La Taularde d'Audrey Estrougo : Noémie
- 2017 : Tueurs de François Troukens et Jean-François Hensgens : Hélène
- 2018 : Duelles d'Olivier Masset-Depasse : Céline Geniot
- 2019 : Never Grow Old d'Ivan Kavanagh : Mrs. Crabtree
- 2020 : À la folie d'Audrey Estrougo : La mère
- 2021 : Adieu monsieur Haffmann de Fred Cavayé : Hannah Haffmann
- 2024 : Sous le vent des Marquises de Pierre Godeau : Valérie

### Télévision
- 1996 : Les Feux de la Saint-Jean de François Luciani Marie
- 1997 : Une soupe aux herbes sauvages de Alain Bonnot
- 1997 : Belle comme Crésus de Jean-François Villemer
- 1999 : De père en fils de Jérôme Foulon
- 1999 : Vacances volées de Olivier Panchot
- 1999 : Brigade spéciale, série télévisée de Charlotte Brandström
- 2000 : Lyon police spéciale, série télévisée de Bertrand Arthuys
- 2002 : Petit Homme de Laurent Jaoui
- 2002 : L'Année des grandes filles de Jacques Renard
- 2003 : Un fils de notre temps de Fabrice Cazeneuve
- 2003 : Des épaules solides de Ursula Meier
- 2003 : La Fonte des neiges de Laurent Jaoui
- 2004 : La Nuit du meurtre de Serge Meynard - Rôle de Laure Martignac
- 2004 : Caution personnelle de Serge Meynard
- 2006 : Passés troubles de Serge Meynard - Rôle:  Sarah
- 2007 : Reporters, saison 1, série télévisée de Ivan Strasburg, Suzanne Fenn, Gilles Bannier
- 2007 : Le Voyageur de la Toussaint de Philippe Laïk - Rôle:  Colette
- 2008 : Le Voyage de la veuve de Philippe Laïk - Rôle: Nanon Leverrier
- 2009 : Reporters - Rôle: Florence Daumal
- 2011 : Joseph l'insoumis de Caroline Glorion - Rôle: Geneviève de Gaulle-Anthonioz
- 2015 : La Trêve de Matthieu Donck - Rôle: Inès Buisson
- 2017 : Entre deux mères de Renaud Bertrand - Rôle: l'éducatrice spécialisée
- 2019 : Jeux d'influence de Jean-Xavier de Lestrade - Suzanne Forest
- 2022 : Pandore de Vania Leturcq, Savina Dellicour et Anne Coesens - Claire Delval

## Distinctions

### Récompenses
- 2005 : Lutins du court métrage : Lutin de la meilleure actrice pour Dans l'ombre
- 2007 : Mention spéciale du Jury au Festival Mamers en Mars pour Cages
- 2009 : Lutins du court métrage : Lutin de la meilleure actrice pour 664 km de Arnaud Bigeard
- 2010 : Festival international du film francophone de Namur : Bayard d’Or de la meilleure comédienne pour Illégal
- 2011 : Magritte de la meilleure actrice pour Illégal
- 2016 : Magritte de la meilleure actrice dans un second rôle[3] pour Tous les chats sont gris

### Nominations
- 2015 : Nomination au Magritte de la meilleure actrice dans un second rôle pour Pas son genre